# Alta (Lugo)
Alta (llamada oficialmente Santa María de Alta) es una parroquia y una aldea española del municipio de Lugo, en la provincia de Lugo, Galicia.

## Organización territorial
La parroquia está formada por seis entidades de población:

## Entidades de población
- Alta
- Locai
- Marcoi
- Matelo
- Riobó
- Vilariño

## Demografía

### Parroquia
| Gráfica de evolución demográfica de Alta (parroquia) entre 2000 y 2020 |
|                                                                        |
| Datos según el nomenclátor publicado por el INE.                       |

### Aldea
| Gráfica de evolución demográfica de Alta (aldea) entre 2000 y 2020 |
|                                                                    |
| Datos según el nomenclátor publicado por el INE.                   |